# Бранислав Кулик
др. Мгр. Бранислав Кулик ДПА. (sk. Branislav Kulík) (*1987, Кисач) је словачки евангелистички пастор који ради у Новом Саду, бивши председник Матице словачке, теолог, писац, песник и публициста. Такође је председник Свештеничке конференције и синодални контролор Словачке евангелистичке цркве у Србији.
Главни је уредник часописа Новосадске звонов Хлахол, хорског часописа СЕАВЦ Новы Сад и члан уредништва Евангелистичког гласника.

## Биографија
Завршио је Основну школу Људовит Штур у Кисачу, Средњу економску школу Светозар Милетић у Новом Саду, затим је студирао евангелистичку теологију на Евангелистичком теолошком факултету Универзитета Коменског у Братислави, докторирао је културологију на Филозофском факултету Универзитета Константина Филозофа у Њитри, а на крају је завршио Европски институт за пословно и јавно образовање у Прагу и Међународно друштво за образовање у Лондону.

### Наставник
Предавао је веронауку у Основној школи Људовит Штур у Кисачу (2011 - 2013), Основној школи Братство јединства у Бијелом Блату (2012 - 2021), Основној школи Братство јединства у Војловици (2012 - 2021), Средњој медицинској школи 7. април у Новом Саду (2011 - 2013) и Средњој музичкој школи Исидор Бајић у Новом Саду (2011 - 2013).

### Удружења
Члан је Културно-информативног центра Кисач (данас Културни центар Кисач), члан Управног одбора Словачког културно-просветног друштва Детван, Војловица (Панчево), и члан Словачког културног центра Павол Јозеф Шафарик у Новом Саду.

### Црква
Радио је као свештеник у Бијелом Блату, у црквеном хору у Војловици, у Новом Саду, као извршни уредник Годишњака Словачке евангелистичке цркве у Србији. Од 2020. године је председник Свештеничке конференције Словачке евангелистичке цркве у Србији.

### Самоуправа
Од 2014. до 2018. године био је председник Одбора за службену употребу језика и писма у Националном савету словачке националне мањине, од 2017. до 2021. године потпредседник словачке националне мањине у Србији за Банат, заменик председника словачке националне мањине у Србији, од 2018. до 2022. године, члан Националног савета словачке националне мањине у Србији, од 2019. до 2023. године, председник Управног одбора Завода за културу војвођанских Словака, од 2020. до 2024. године, члан Одбора у Скупштини града Панчева, од 2021. до 2025. године, председник словачке националне мањине у Србији. Од 2022. године члан је Националног савета словачке националне мањине у Србији, члан Извршног одбора НРСНМ за информисање, и члан Одбора за образовање НРСНМ.

## Дјела
- "Анализа Устава Словачке евангелистичке аугзбуршке вероисповести у Србији" (Analýza ústavy slovenskej evanjelickej augsburského vyznania cirkvi v Srbsku) (2022)
- "Четврт века хорског певања Словака из Новог Сада (1998 – 2023)" (Štvrťstoročie zborového spevu novosadských Slovákov (1998 – 2023)" (2023)
- "Игор Бранислав Стефаник" (Igor Branislav Štefánik) (2023)
- "Лаконизми словачког првокрштеног свештенства (Lakonizmy kňazstva slovenského prvokrsteného) (2025)
- "Савршенство љубави" (Dokonalosť lásky) (2025)
- "ПОСТИЛА, страх Господњи је почетак знања" (POSTILA, bázeň pred Hospodinom je počiatkom poznania) (2025)